# Усть-Славянское шоссе
Усть-Славя́нское шоссе́ — шоссе в Пушкинском районе Санкт-Петербурга. По состоянию на 2023 год проходит от Волхонского шоссе в посёлке Шушары до Сарицкой улицы, на следующем этапе должно быть продлено через город Пушкин от Сарицкой улицы до шоссе Подбельского (к 2027 году), затем — дойти до стыка Советского проспекта и Петрозаводского шоссе в посёлке Металлострой, в отдалённой перспективе — до трассы «Кола». По отношению к перспективной магистрали также используется название Ю́жная широ́тная магистра́ль.

## История
Название было присвоено 26 октября 2020 года. Оно связано с тем, что по проекту магистраль должна соединить Волхонское шоссе с Усть-Славянкой. В общей сложности длина магистрали по левому берегу реки Невы составит около 17 километров. Она пройдет через три района — Пушкинский, Колпинский и Невский, в основном по полям. В Пушкине трасса будет северной границей Кузьминского кладбища, в Петро-Славянке она заменит собой Пограничную улицу. При условии строительства перехода через Неву возможно продление дороги на правый берег реки до трассы «Кола».
Первый участок Усть-Славянского шоссе — от Волхонского шоссе до Сарицкой улицы — был открыт 25 декабря 2021 года. Он включил в себя петлю на пересечении с Волхонским шоссе, созданную в 2012 году в рамках реконструкции шоссе и строительства Волхонского путепровода через Пулковское шоссе.
В феврале 2023 года заключён госконтракт на строительство автодороги от Сарицкой улицы до шоссе Подбельского. Протяженность первого этапа — 7 километров, ширина — от 4 до 6 полос движения с увеличенной шириной для крайней правой полосы, предназначенной для общественного транспорта, предусмотрены велодорожки шириной 2.5 метра. Должны будут построены путепроводы над Варшавской железной дорогой (он позволит создать двухуровневую развязку с Сарицкой улицей) и над Витебской железной дорогой (включит развязку с шоссе Подбельского). Под Петербургским шоссе новая дорога пройдет в выемке, над которой в створе Петербургского шоссе построят путепровод; на этом пересечении также будет создана развязка. Как говорится в документации, решение с созданием выемки «сохраняет визуальное восприятие трассы исторической дороги» (под исторической дорогой подразумевается Петербургское шоссе).